# Bradfield (New South Wales)
Bradfield ist ein 2023 neu geschaffener, ländlicher Ort in New South Wales, Australien in den westlichen Vororten von Sydney.

## Geschichte
Bradfield wurde 2023 durch eine 1700 Hektar große Abspaltung von Bringelly als neuer Ort etabliert. Er wurde nach John Jacob Crew Bradfield benannt. Der Name des Ingenieurs, welcher den Bau der Sydney Harbour Bridge verantwortete, sei gewählt worden, um dem Streben nach einer innovativen Stadt gerecht zu werden.
Bradfield soll als Zentrum der neuen Western Sydney Aerotropolis dienen, dem dritten Stadtzentrum in der Metropole Sydney. Der Ort soll zukünftig Platz für 10.000 neue Wohnungen und 20.000 neue Arbeitsplätze bieten. Es gilt als die erste neue Stadt in Australien seit 100 Jahren.
Das erste Gebäude wurde im März 2025 durch den Premierminister von New South Wales, Chris Minns eröffnet. Es beherbergt die Advanced Manufacturing Readiness Facility, eine moderne Fertigungsstätte.

## Geographie
Bradfield liegt nördlich von Bringelly und südlich von Badgerys Creek, wo sich der im Bau befindliche Flughafen Western Sydney befindet. Östlich schließen Kemps Creek und Rossmore an. Durch den Ort fließen der Thompsons Creek und der Moore Gully. An der Südgrenze verläuft die Northern Road.